# Melk (gemeente)
Melk is een stadje en gemeente in de Oostenrijkse deelstaat Neder-Oostenrijk, gelegen in het district Melk. De gemeente heeft ongeveer 5200 inwoners.

## Geografie
Melk heeft een oppervlakte van 25,71 km². Het ligt in het centrum van het land, ten westen van de hoofdstad Wenen. De plaats ligt aan de rechteroever van de Donau, die bij Melk via de Donaubrug overgestoken kan worden. De rivieren de Pielach en de Melk monden bij de plaats Melk in de Donau uit.
Het stadje ligt aan de rand van de Wachau, een gedeelte van het Donaudal waar veel wijnbouw plaatsvindt en dat op de Werelderfgoedlijst van de UNESCO staat.

## Bezienswaardigheden
In Melk staat de wereldberoemde abdij van Melk met een geweldige hoeveelheid barokke kunst. De abdij is ontworpen door Jakob Prandtauer en in 1702 gebouwd. Vooral de bibliotheek en de kloosterkerk met zijn vele fresco's, zijn het bezichtigen waard. Keizer Franz Jozef I verbleef hier regelmatig in het sticht als hij op doorreis was. Het enorme gebouw is vanaf de snelweg Linz-Wenen en vanuit de stoptrein Linz-Wenen goed zichtbaar.

## Naam
In de oudheid noemden de Romeinen de plaats Namare. In de middeleeuwen werd de plaats Medelike genoemd. In de negentiende eeuw werd de plaats ook met Mölk aangeduid.

## Hoge waterstanden
Gedurende de winter en regenrijke zomers kan Melk onder water raken door een hoge waterstand in de Donau. In de loop van de geschiedenis werd op 15 augustus 1501 een waterstand gemeten van 4 meter boven zijn normale stand. Dit was de hoogste waterstand vanaf de 16e eeuw. In 1787, op Allerheiligen, stond het waterpeil op ong. 3 meter boven normaal peil. Dit stond gemarkeerd in smeedijzer op een huis vlak bij de Donau. Op 12 juli 1954 stond het Donauwater ongeveer 20 cm lager dan in 1787. Eveneens op 4 februari 1862 stond het peil 3,70 meter. De rots van de Stift van Melk was geregeld, elke eeuw, door het water omringd. Dit is te zien op oude gravures die men kan bezichtigen in de grote bibliotheek in de Stift.
Op 17 september 1899 stond de Donau op 3,50 m boven zijn normale niveau. In 1975 stond de Donau in de winter op 1,60 m. hoog. In de 19e eeuw waren driemaal zeer hoge waterstanden. In 2013 stonden ook delen van Melk onder water. In tegenstelling tot elders in de Wachau was er in Melk geen metalen muur opgebouwd om het water tegen te houden. De voorlaatste overstroming was in 2002.

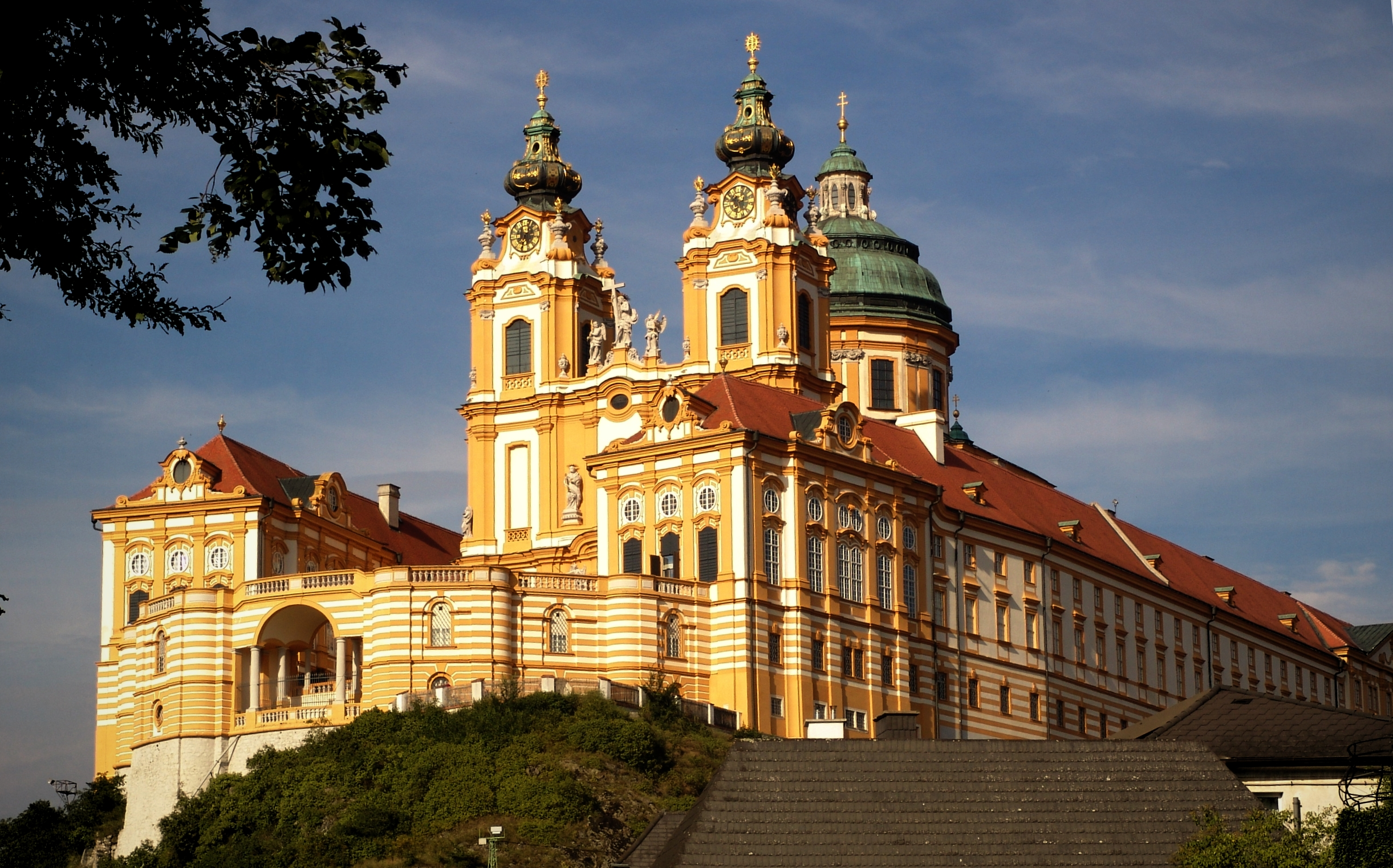
Stift Melk

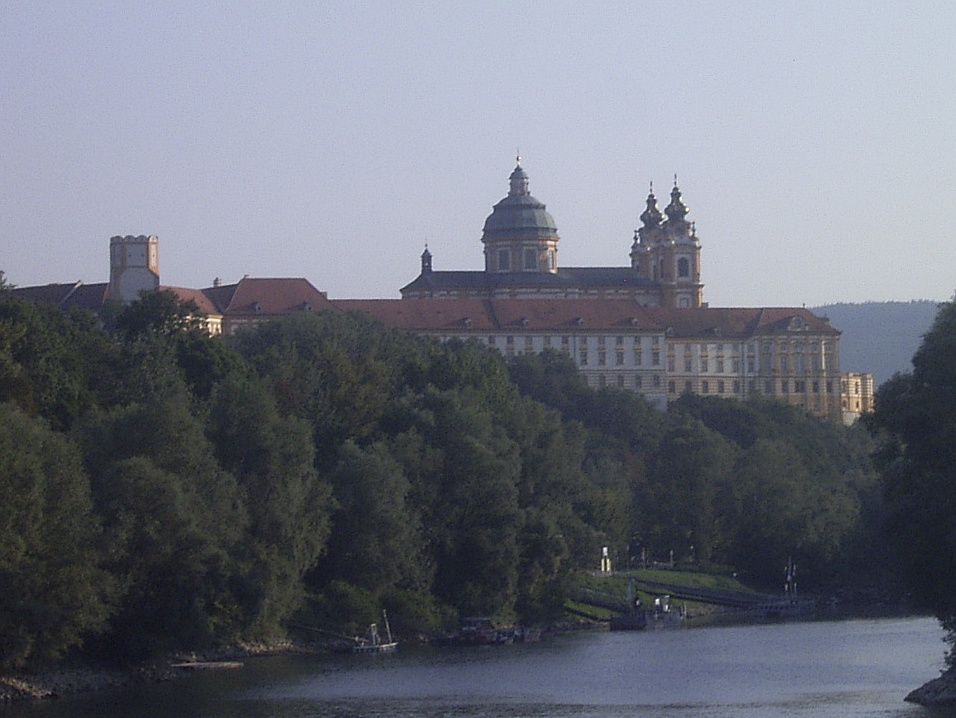
Het benedictijner klooster van Melk

## Indeling van de gemeente
De gemeente Melk bestaat uit tien kadastrale gemeenten. Het getal tussen haakjes is het inwonertal op 31 oktober 2011.
- Großpriel (64)
- Kollapriel (29)
- Melk (3.665)
- Pielach (358)
- Pielachberg (414)
- Pöverding (102)
- Rosenfeld (37)
- Schrattenbruck (90)
- Spielberg (387)
- Winden (108)

## Religieuze gebouwen
- De Benedictijnse abdij van Melk (Rooms-katholiek)
- Rooms-katholieke parochiekerk
- kerk van de Lutherse gemeente (Evangelische Gemeinde)

## Geboren in Melk
- Wolfgang Glüxam (1958-2020), organist en clavecinist
- Marina Georgieva (1997), voetbalster

## Aangrenzende gemeenten
| Aangrenzende gemeenten | Aangrenzende gemeenten          | Aangrenzende gemeenten        | Aangrenzende gemeenten | Aangrenzende gemeenten |
| ---------------------- | ------------------------------- | ----------------------------- | ---------------------- | ---------------------- |
|                        |                                 | Emmersdorf an der Donau (B3a) |                        | Schönbühel-Aggsbach    |
|                        |                                 |                               |                        |                        |
| Zelking-Matzleinsdorf  | Dunkelsteinerwald Loosdorf (B1) |                               |                        |                        |
|                        |                                 |                               |                        |                        |
|                        |                                 | St. Leonhard am Forst         |                        | Schollach              |

## Birago-Kazerne
In 1912 en 1913, bouwde stad Melk de "Freiherr von Birago Pionierkaserne". Plannen voor zo'n kazerne waren er al in 1909. De kazerne is genoemd naar Freiherr Karl von Birago (1792-1845), een ontwerper van militaire bruggen. De "Pioniere" waren een onderdeel van het Oostenrijks-Hongaarse leger en het huidige Oostenrijkse leger heeft ook "Pioniere". Het is te vergelijken met genie-troepen. De primaire taak van de "Pioniere" is de bewegingen van Oostenrijkse troepen te ondersteunen, bijvoorbeeld door het bouwen van bruggen, en de bewegingen van vijandelijke legers te remmen. Het is dus niet toevallig dat de kazerne in de buurt van de Donau gebouwd werd. De kazerne en de grond waren tot 1962 eigendom van de stad Melk. De kazerne bleef bestaan tijdens de Oostenrijkse Republiek (1918-1938) en het Derde Rijk (1938-1945).
Tijdens de Tweede Wereldoorlog veranderde de Duitse regering de bestemming van de kazerne. Van 21 april 1944 tot 15 april 1945 werd de kazerne als gevangenenkamp gebruikt, het zogenaamde "Außenlager Melk" ("extern kamp Melk"), een van de veertig externe concentratiekampen die onder concentratiekamp Mauthausen vielen. Het was het op drie na grootste (externe) concentratiekamp van Mauthausen, na Mauthausen, Gusen en Ebensee en het grootste concentratiekamp in Neder-Oostenrijk. Op het terrein van de kazerne stonden barakken. Drie dagen voordat het Rode Leger in Melk aankwam (15 april 1945) werd het kamp "geëvacueerd". Op 8 mei 1945 troffen de soldaten van de Sovjet-Unie het kamp leeg aan.
De Birago-kazerne heeft na de oorlog van 1945 tot 1955 gediend voor de huisvesting van migranten en als kazerne van het Russische Rode Leger.
Na de herwonnen onafhankelijkheid van Oostenrijk in 1955 werd de kazerne eigendom van de gemeente Melk en werd ze gerenoveerd. Sinds 1956 is de Birago-kazerne weer een kazerne voor de "Pioniere" (een soort genie-eenheid) van het Oostenrijkse leger. In 1962 verkocht de gemeente Melk de kazerne aan de Oostenrijkse staat. Een sluiting van de kazerne werd voorkomen doordat de abdij van Melk een stuk grond verkocht.

## Concentratiekamp Melk

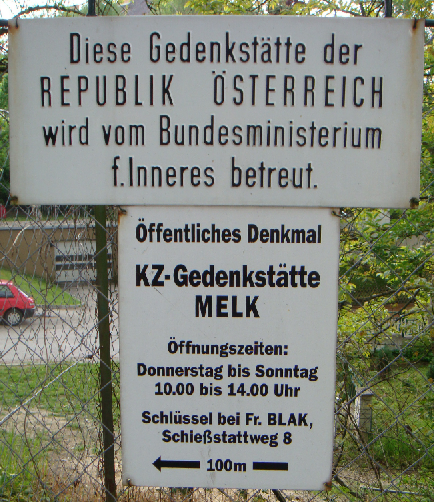
Monument KZ Melk

In Melk bevindt zich een monument ter nagedachtenis van de slachtoffers in het Außenkommando of Außenlager Melk, een werkkamp ressorterend onder het concentratiekamp Mauthausen, op het terrein van de bovengenoemde Birago-kazerne. Hier zijn ruim 14.000 gevangenen geïnterneerd geweest, waaronder ook Nederlanders. De gevangenen moesten onder meer in diepe kwartsmijnen dwangarbeid verrichten ten behoeve van wapenproducent Steyr-Daimler Puch AG. Ruim 5.000 van hen kwamen hier, onder erbarmelijke omstandigheden, om het leven.

Het monument bevindt zich bij het voormalige crematorium en er is een tentoonstellingsruimte ingericht.

### Projekt Quarz
Het concentratie Melk bestond van 21 april 1944 tot de evacuatie op 15 april 1945. De gevangenen van het concentratiekamp werden ingezet bij de productie van kogellagers in een ondergrondse fabriek onder een berg bij Roggendorf, bij de bouw van het tunnelstelsel van die fabriek of bij andere bouwprojecten. De meeste gevangenen moesten dagelijks per trein of te voet naar Roggendorf, waar ze verder naar de ingang van het tunnelstelsel in de Wachberg moesten lopen.
Het geheime project van de ondergrondse kogellagerfabriek was ontworpen door Albert Speer en/of SS-Obergruppenführer Hans Kammler en had de codenaam "Projekt Quarz". Er waren ook plannen voor de productie van vliegtuigmotoren, een ondergronds station en een raffinaderij, maar die plannen zijn niet gerealiseerd. Het gangenstelsel werd in de berg gegraven om de fabriek te beschermen tegen bombardementen van de geallieerden. Oorspronkelijk was het kamp aan de voet van de Wachberg gepland, maar om gebruik te maken van bestaande gebouwen, werd de Birago-kazerne gekozen. De kazerne werd in twee delen verdeeld met een aparte ingang. Een deel werd gebruikt door de bewakers, eerst de Luftwaffe, later de Waffen-SS. Een deel van de bewakers woonde buiten de kazerne. De gevangenen sliepen in een ander deel. Er waren daarvoor op het terrein van kazerne extra houten barakken gebouwd.
De gevangenen werkten in een drie-ploegen-systeem en sliepen in de Birago-kazerne. Het werk was zwaar en ze kregen zeer weinig en slecht te eten. De soep was berucht. Een deel van de gevangenen stierf ervan. De gevangenen in Melk hadden weinig contact met de buitenwereld. Wel kwam een bakkersvrouw in het kamp die brood leverde. Zij werd door de gevangenen gewaardeerd. Ook de kamparts Josef Sora werd gewaardeerd. Hij zou zijn best gedaan hebben om de gevangenen met medische hulp bij te staan.
Behalve dat de voorzieningen slecht waren vonden er in het kamp ook mishandelingen en executies op verschillende manieren plaats. Er stierven dagelijks tientallen gevangenen. In de maand januari 1945 stierven bijna 1100 gevangenen. Een beruchte kampbeul was Gottlieb Muzikant. Hij doodde gevangenen met dodelijke injecties, door te schieten of te verstikken. Er werden ook gevangenen naar "Euthanasiecentrum Hartheim" in Alkoven (Opper-Oostenrijk) overgebracht en vergast. Er was sinds herfst 1944 een "crematorium" in Melk. In het "crematorium" werden stoffelijke overschotten verbrand. Een deel hiervan kwam uit andere concentratiekampen, vooral uit Mauthausen.
Bij de evacuatie in april 1945 zouden de gevangenen per schip naar Mauthausen getransporteerd worden. Een klein deel van de gevangenen werd daadwerkelijk naar Mauthausen getransporteerd. Het merendeel van de gevangenen moest echter langs de Donau naar de concentratiekampen Mauthausen of Ebensee lopen. Hierbij is ook een groot aantal gevangenen om het leven gekomen.
De gevangenen kwamen uit verschillende landen. Ze spraken 29 verschillende talen. De grootste groep bestond uit Polen. Er was ook een grote groep Fransen.
De kampcommandant voor de meeste tijd, de SS-Obersturmführer Julius Ludolf, werd op 11 mei 1946 bij de Dachauprocessen ter dood veroordeeld en op 28 mei 1947 in de gevangenis van Landsberg opgehangen. De SS-officier Gottlieb Muzikant werd in 1959 in Fulda gearresteerd. Hij bekende dat hij in verschillende concentratiekampen 50 gevangenen gedood had. Hij is in 1960 door een Duitse rechtbank tot 35 jaar gevangenisstraf veroordeeld. Voor de kamparts Josef Sora is later een standbeeld opgericht.

## Trivia
■ De Italiaanse auteur Umberto Eco liet het benedictijner klooster van Melk een rol spelen in de fictieve bestseller "De naam van de roos". Het manuscript met dit verhaal zou in de bibliotheek van deze abdij gevonden zijn.